# Tanner Scott
Tanner Alexander Scott (Warren, Ohio, 22 de julio de 1994), más conocido como Tanner Scott, es un jugador profesional estadounidense de béisbol que se desempeña en la posición de lanzador en Los Angeles Dodgers, equipo de las Grandes Ligas de Béisbol (MLB).

## Carrera
Scott hizo su debut en la MLB con el equipo Baltimore Orioles, en el cual jugó cinco temporadas (2017-2021), después pasó a Miami Marlins (2022-2024), luego a San Diego Padres (2024), posteriormente a Los Angeles Dodgers.